# 意図
| ウィキペディアには「意図」という見出しの百科事典記事はありません（タイトルに「意図」を含むページの一覧/「意図」で始まるページの一覧）。 代わりにウィクショナリーのページ「意図」が役に立つかもしれません。 |